# Кубок Північної Македонії з футболу 2025—2026
Кубок Північної Македонії з футболу 2025–2026 — 34-й розіграш кубкового футбольного турніру в Північній Македонії. Вшосте титул захищає Вардар.

## Календар
| Раунд        | Дата                               | Матчі | Клуби   |
| ------------ | ---------------------------------- | ----- | ------- |
| Перший раунд | 26 серпня 2025                     | 14    | 30 → 16 |
| 1/8 фіналу   | 24 вересня - 29 жовтня 2025        | 8     | 16 → 8  |
| 1/4 фіналу   | 26 листопада 2025 - 25 лютого 2026 | 4     | 8 → 4   |
| 1/2 фіналу   | 1-22 квітня 2026                   | 2     | 4 → 2   |
| Фінал        | 20 травня 2026                     | 1     | 2 → 1   |

## Перший раунд
| Команда 1               | Рахунок | Команда 2               |
| ----------------------- | ------- | ----------------------- |
| 26 серпня 2025          |         |                         |
| Башкімі 2008 (3)        | :       | Детоніт (2)             |
| Шкендія (Арачиново) (2) | :       | Саса (2)                |
| Беласиця (2)            | :       | Арсімі                  |
| Єні Маале (4)           | :       | Шкендія                 |
| Карбінці (3)            | :       | Работнічкі              |
| Євротіп (3)             | :       | Сілекс                  |
| Побєда (Валандово) (3)  | :       | Брегальниця (Штип) (2)  |
| Пчинія (3)              | :       | Новаці (2)              |
| Тетекс (2)              | :       | Пелістер                |
| Охрид (2)               | :       | АП Брера                |
| Люботен (3)             | :       | Македонія Гьорче Петров |
| Скоп'є (2)              | :       | Тиквеш                  |
| Кожуф (2)               | :       | Шкупі                   |
| Побєда (2)              | :       | Башкімі                 |